# Déli kerület
Déli kerület (kínaiul: 南區, jűtphing (jyutping): 
Naam4 keoi1, magyaros: Nám khöü) Hongkong egyik kerülete, mely Hongkong-sziget városrészhez tartozik.

## Látnivalói
Ide tartozik Ápléjcau (Ap Lei Chau), mely a világ legsűrűbben lakott szigete. Ugyancsak itt található a turisták körében népszerű Aberdeen kikötő, de nevezetes tengerparti fürdőhelyeiről is.